# Кодификация
Кодифика́ция (общее значение) — упорядочивание. Например:
- кодификация какого-либо текста — перенумерация его частей, разделение на главы, подглавы, параграфы, в том числе для облегчения цитирования и ссылок при работе с данным текстом (постоянно используется для составления дайджестов, книг, журналов и т. д.)
- кодификация морали — систематизация, приведение к общему знаменателю разрозненных норм морали[1].

Кодификация является устойчивым термином в юриспруденции, лингвистике и менеджменте (управлении) знаниями.
Кодификация в лингвистике — упорядочение норм языка и их фиксация в справочниках, словарях, грамматиках и т. п.
Кодификация знаний — один из видов работ в менеджменте знаний и инженерии знаний: выделение и упорядочение знаний, находящихся в документах фирмы и других, используемых фирмой источниках информации.
Кодификация в юриспруденции — деятельность компетентных государственных органов, направленная на переработку несистематизированного правового массива, заключающаяся в создании новых нормативно-правовых актов, содержащих в себе гармонизированные и взаимосвязанные нормы. Один из видов систематизации нормативных актов по отдельным отраслям права. Состоит в существенной переработке, изменении и обновлении правовых норм определенной отрасли или подотрасли права и принятии нового кодификационного акта. К таким кодификационным актам относятся своды законов, кодексы, основы законодательства, уставы, регламенты, положения и т.д. 
Кодификационный акт отличается качественной новизной содержащихся в нем нормативно-правовых положений. Это новый акт как по форме, так и по своему нормативно-правовому содержанию и характеру. Некоторые кодификационные акты, например, Гражданский кодекс, Уголовный кодекс, Семейный кодекс и т. д., носят общеотраслевой характер и включают в себя все основные нормы соответствующей отрасли права. Другие кодификационные акты объединяют нормы права определенной правовой подотрасли (например, Бюджетный кодекс, Таможенный кодекс Таможенного союза и т. д.) или института (например, Устав железных дорог, Устав патрульно-постовой службы и т. д.).

## Исторические примеры кодификации
В праве:
- Кодификация римского права, проведённая Адрианом совместно с юристом Сальвием Юлианом в 138 г.
- Кодификация римского права императором Византии Юстинианом Великим, создание Кодекса Юстиниана
- Кодификация французского права в начале XIX века -  проведена по инициативе первого консула Французской республики Наполеона Бонапарта, в результате которой был разработан и принят Кодекс Наполеона, действующий с изменениями и дополнениями вплоть до наших дней. Кодекс заменил действовавший во Франции хаотичный и разрозненный массив источников гражданского права, включавшего как правовые обычаи, так и различные нормативные акты
- Составление сборников законов (см. Кодекс).

В религиях:
- Кодификация Библии
- Кодификация церковных канонов
- Кодификация закона в иудаизме[4]
- Окончательная кодификация Корана в 656 г. Зейдом
- Кодификация мусульманского права.